# Gum Ball
Gum Ball, född 19 mars 1991 på White House Farms i Pennsylvania, död 2004, var en amerikansk varmblodig travhäst. Han tränades och kördes av Stig H. Johansson efter att ha importerats till Sverige 1994.
Gum Ball tävlade åren 1993–1997 och sprang in 9,4 miljoner kronor på 75 starter varav 28 segrar, 13 andraplatser och 10 tredjeplatser. Bland hans främsta meriter räknas segrarna i Grosser Preis von Bild (1996), Grand Critérium de Vitesse (1997), Elitloppet (1997), Gran Premio Citta' di Montecatini (1997) och andraplatserna i Solvalla Grand Prix (1995), Årjängs Stora Sprinterlopp (1997). Efter tävlingskarriären var han avelshingst. Vinstrikaste avkomman är Cider Ås.